# Chapungu United FC
El Chapungu United es un equipo de fútbol de Zimbabue que juega en la División 1 de Zimbabue, la segunda liga de fútbol más importante del país.

## Historia
Fue fundado en el año 1984 en la ciudad de Gweru con el nombre Airforce, hasta que en 1988 lo cambiaron por su nombre actual. Han formado parte de la Liga Premier de Zimbabue, la máxima categoría del fútbol en el país, aunque no juegan en ella desde la temporada 2008. Nunca han ganado el título de liga, siendo ganador de 2 títulos de copa doméstica.
A nivel internacional han participado en 1 torneo continental, la Recopa Africana 1996, en la que fuerion eliminados en la primera ronda por el Simba SC de Tanzania.

## Palmarés
- Copa de Zimbabue: 1

1995
- - Finalista: 1

2006
- Trofeo Independencia de Zimbabue: 1

1994
- - Finalista: 3

1987, 1988, 1995

## Participación en competiciones de la CAF
| Temporada | Torneo          | Ronda | Club     | Casa | Visita | Global |
| --------- | --------------- | ----- | -------- | ---- | ------ | ------ |
| 1996      | Recopa Africana | 1     | Simba SC | 0-1  | w.o.1  | 0-1    |

1. Chapungu United abandonó el torneo después del partido de ida.